# Damian Osajda
Damian Longin Osajda – polski matematyk, zajmujący się geometryczną teorią grup. Laureat (za rok 2021) Nagrody Głównej PTM im. Stefana Banacha.

## Życiorys
Studia na kierunku matematyka ukończył na Uniwersytecie Wrocławskim w 1999 roku. Stopień doktora uzyskał w 2004, pod kierunkiem Lecha Tadeusza Januszkiewicza, w Polskiej Akademii Nauk. Był promotorem dwóch doktoratów.
Po doktoracie spędził 3 lata na stanowiskach typu postdoc w Paryżu, Berkeley, Strasbourgu i Lille. Od roku 2007 pracuje na Uniwersytecie Wrocławskim, od 2022 jest zatrudniony także na Uniwersytecie Kopenhaskim. W latach 2014–2023 obejmował specjalne stanowisko badawcze w Instytucie Matematycznym PAN.
Swoje prace publikował m.in. w „Duke Mathematical Journal”, „Geometry & Topology”, „Mathematische Annalen”, „Geometric and Functional Analysis. GAFA”, „Memoirs of the American Mathematical Society”, „Forum of Mathematics, Pi” i najbardziej prestiżowych czasopismach matematycznych świata: „Acta Mathematica” i „Inventiones Mathematicae". 
Jego główne osiągnięcia badawcze dotyczą grup dyskretnych związanych z uogólnieniami pojęcia niedodatniej krzywizny. Wśród nich są teoria niedodatniej krzywizny symplicjalnej i jej uogólnienia, teoria grafowych małych skreśleń, teoria kompleksów bukolicznych oraz teoria grafów i grup Helly'ego. Stosując własności i techniki z tych uogólnionych teorii, Osajda rozstrzygnął wiele otwartych problemów i hipotez. Skonstruował m.in. pierwsze przykłady grup, których grafy Cayleya zawierają izometrycznie zanurzone bardzo specjalne grafy zwane ekspanderami - grupy te przez niektórych nazywane są monstrami Osajdy. 
W 2020 otrzymał Nagrodę Instytutu Matematycznego PAN za wybitne osiągnięcia naukowe w zakresie matematyki. W 2022 został laureatem (za rok 2021) Nagrody Głównej PTM im. Stefana Banacha za cykl prac z geometrycznej teorii grup. 